# Dreux
Dreux (wymowaⓘ) – miejscowość i gmina we Francji, w Regionie Centralnym-Dolinie Loary, w departamencie Eure-et-Loir.
Według danych na rok 1990 gminę zamieszkiwało 35 230 osób, a gęstość zaludnienia wynosiła 1452 osoby/km² (wśród 1842 gmin Regionu Centralnego Dreux plasuje się na 8. miejscu pod względem liczby ludności, natomiast pod względem powierzchni na miejscu 516.).
Urodził się tutaj François Philidor, francuski szachista i kompozytor.

## Historia
19 grudnia 1562 doszło do bitwy pod Dreux, w której Franciszek Gwizjusz pokonał protestanckie siły pod wodzą Ludwika de Condé.
2 lipca 1944 503 batalion czołgów ciężkich został rozładowany z platform kolejowych, powodem były tory kolejowe uszkodzone przez naloty alianckich samolotów. Z Dreux ruszył nocami w stronę Caen. Dotarł tam po 4 dniach.

## Współpraca zagraniczna
- Todi, Włochy
- Melsungen, Niemcy
- Koudougou, Burkina Faso
- Evesham, Wielka Brytania
- Budziszyn, Niemcy